# 714

## Догађаји
- 28. фебруар — земљотрес у Сирији.

- У Септиманији, локалним визиготским племићима из анти-Родерикове партије понуђени су мировни услови слични онима принца Теодемира (види 713), и прихватају муслиманско превласт. Други Визиготи се побуне и прогласе Ардоа за краља.
- 16. децембар – Пипин Хересталски, градоначелник палате Меровинга, умире у Жупилу (савремена Белгија). Његов унук Теудоалд постаје номинални градоначелник палате, док његова супруга Плектруда држи стварну власт и затвара Пипиновог ванбрачног сина Карла Мартела.
- Грађански рат унутар клана Пепинида: Избија побуна између Неустријских Франка и Фризијана. Краљ Радбод приморава бискупа Вилиброрда и његове бенедиктинце да побегну и напредује до Келна (Немачка). Фризија (данашња Холандија) поново постаје независна.
- Војвода Еудес се проглашава независним принцом Аквитаније, чиме потврђује правну и практичну независност од Франачког краљевства.
- Гримоалд Млађи, градоначелник палате Неустрије, убијен је док је био на ходочашћу да посети гроб Светог Ламберта у Лијежу, по наређењу свог таста, краља Радбода.
- Омајадско освајање Хиспаније: Наставак кампања муслиманске доминације на Иберијском полуострву. Арапске снаге упадају у долину реке Ебро и заузимају град-тврђаву Сарагосу. Муса ибн Нусаир је постао заштитник Ал-Андалуза, са престоницом у Севиљи.
- Тарик ибн Зијад осваја градове Барселону и Нарбон, где визиготски племићи прихватају власт Омајада, у замену за аутономију у Септиманији (Јужна Француска). Муслимани такође упадају у Авињон и Лион.
- Халиф Ел-Валид I позива Мусу ибн Нусаира и Тарика ибн Зијада назад у Дамаск. Наређује им да испоруче сав ратни плен. Муса се жали и одузима му чин. Абд ал-Азиз, син Мусе, постаје гувернер Ал-Андалуса (модерна Шпанија).
- Ал-Хаџаџ ибн Јусуф, гувернер Месопотамије, умире у Васиту (Ирак) након 20-годишње администрације. Заслужан је за унапређење пољопривредне производње и увођење дијакритичких тачака у арапско писмо. Ал-Хаџаџ убеђује Ел-Валида I да усвоји арапску валуту.
- Цар Сјуан Зонг забрањује свим комерцијалним продавцима и радњама у главном кинеском граду Чангану да копирају и продају будистичке сутре, тако да цар може дати свештенству будистичких манастира искључиво право да дистрибуира писане сутре лаицима.
- Сјуан Зонг поставља свог генерала Сјуе Неа за де факто канцелара и наређује му, са кинеском војском (60.000 људи), да нападне Китане (Монголија). Ксуе упада у замку Китана и Танг снаге су сломљене, са 80-90% жртава.
- Пад – Ксуе Не одбија тибетанску инвазију на префектуру Лан (модерни Ланџоу). Сјуан Зонг поставља Ли Јинга, свог другог сина, престолонаследника из династије Танг.
- Руперт, бискуп Салцбурга, оснива опатију Нонберг у данашњој Аустрији.

## Смрти
- Википедија:Непознат датум — Кир Цариградски, светитељ и цариградски патријарх